# Jollysche Federwaage

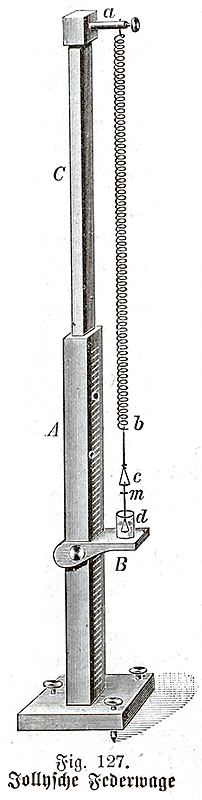
Jollysche Federwaage

Prinzip der Jollyschen Federwaage

Die Jollysche Federwaage ist eine Messgerät zur Bestimmung der Dichte einer Probe. Sie ist nach Philipp von Jolly benannt, der ihr Messprinzip am 13. Februar 1864 in einem Vortrag erstmals öffentlich erwähnte. Dabei wird das Archimedische Prinzip genutzt.

## Aufbau
An einer Spiralfeder hängen eine obere und eine untere Waagschale, wobei die untere in ein Gefäß mit einer Flüssigkeit der bekannten Dichte {\displaystyle \rho _{0}} eintaucht.

## Messprinzip
Die Bestimmung der Dichte mit einer Jollyschen Waage ist ein Relativmessverfahren. Zur Bestimmung der Dichte durch
{\displaystyle \rho ={\frac {m}{V}}}
muss man Masse {\displaystyle m} und Volumen {\displaystyle V} des Körpers messen. Die Bestimmung des Volumens ist aber oft nur sehr ungenau möglich. Mit Relativmessverfahren bestimmt man die Dichte eines unbekannten Körpers mithilfe der bekannten Dichten eines Vergleichsstoffes, was im Falle der Jollyschen Waage die Flüssigkeit ist.
Gemessen wird die Gewichtskraft der Anordnung über die Dehnung der Feder nach dem Hookeschen Gesetz. Dazu wird der Körper, dessen Masse bestimmt werden soll, zunächst auf die obere Schale gelegt und die Gewichtskraft {\displaystyle F} gemessen. Danach legt man denselben Körper auf die untere Waagschale, wobei zu beachten ist, dass er vollständig mit Flüssigkeit bedeckt ist. Dies ist ohne Weiteres nur möglich, wenn seine Dichte größer ist als die der Flüssigkeit, denn sonst schwimmt der Körper auf der Flüssigkeit. Dabei misst man die Gewichtskraft {\displaystyle F_{\mathrm {F} }}, welche aufgrund des statischen Auftriebs in der Flüssigkeit kleiner als {\displaystyle F} ist.

## Berechnung der Dichte aus den Messwerten
Die Gewichtskraft des Körpers ist gegeben durch
{\displaystyle F=\rho \cdot V\cdot g}
mit der (ortsabhängigen) Schwerebeschleunigung {\displaystyle g\approx 9{,}81\,\mathrm {\tfrac {m}{s^{2}}} }. 
Ebenso erhält man den Auftrieb in der Flüssigkeit als Gewichtskraft des verdrängten Flüssigkeitsvolumens zu
{\displaystyle F-F_{\mathrm {F} }=\rho _{0}\cdot V\cdot g}.
Folglich gilt für den Quotienten
{\displaystyle {\frac {F}{F-F_{\mathrm {F} }}}={\frac {\rho }{\rho _{0}}}}.
Hieraus ergibt sich die gesuchte Dichte
{\displaystyle \rho ={\frac {F}{F-F_{\mathrm {F} }}}\cdot \rho _{0}}.
Jolly weist in seinem unter Literatur angegebenem Aufsatz darauf hin, dass man statt den in der Formel auftretenden Kräften auch schlichtweg die jeweiligen Auslenkungen der Spiralfeder in Skaleneinheiten relativ zur Ruhelage verwenden kann: Bezeichnen also {\displaystyle a>b} die Auslenkungen bei den beiden Messungen, so gilt
{\displaystyle \rho ={\frac {a}{a-b}}\cdot \rho _{0}}.
Hierbei blieb der meist vernachlässigbar kleine Auftrieb, den der Körper bei der ersten Messung durch die verdrängte umgebende Luft erfährt, unberücksichtigt.